# Archangelopsis
Archangelopsis är ett släkte av nässeldjur. Archangelopsis ingår i familjen Rhodaliidae.
Kladogram enligt Catalogue of Life:
| Archangelopsis | \| \| Archangelopsis jagoa \| \| \| \| \| \| Archangelopsis typica \| \| \| \| |
|                | \| \| Archangelopsis jagoa \| \| \| \| \| \| Archangelopsis typica \| \| \| \| |
|                | Angelopsis                                                                     |
|                |                                                                                |
|                | Arancialia                                                                     |
|                |                                                                                |
|                | Dromalia                                                                       |
|                |                                                                                |
|                | Rhodalia                                                                       |
|                |                                                                                |
|                | Sagamalia                                                                      |
|                |                                                                                |
|                | Stephalia                                                                      |
|                |                                                                                |
|                | Thermopalia                                                                    |
|                |                                                                                |
|                | Tridensa                                                                       |
|                |                                                                                |
|                | Archangelopsis jagoa                                                           |
|                |                                                                                |
|                | Archangelopsis typica                                                          |
|                |                                                                                |

|  | Archangelopsis jagoa  |
|  |                       |
|  | Archangelopsis typica |
|  |                       |